# Melanomya obscura
Melanomya obscura är en tvåvingeart som först beskrevs av Charles Henry Tyler Townsend 1919.
Melanomya obscura ingår i släktet Melanomya och familjen spyflugor. Inga underarter finns listade i Catalogue of Life.